# Tichilești (Tulcea)
Tichilești es una localidad rumana del oraș de Isaccea, en el condado de Tulcea.

## Historia
Hacia comienzos del siglo XX, la localidad, que ya por entonces pertenecía al condado de Tulcea, formaba parte de la comuna de Luncavița y tenía contabilizada una población de 37 habitantes.
En la segunda mitad del siglo XX la localidad había pasado a pertenecer al oraș de Isaccea. En el censo de 2021 la localidad tenía una población de 56 habitantes.